# Belgicamossel
De Belgicamossel was een project om langs de Belgische Kust mosselen te kweken. Hiervoor werd, net zoals in Zeeuws-Vlaanderen, de techniek van hangmosselen gebruikt. Het was een samenwerking tussen José Reynaert en Willy Versluys, met ondersteuning van het ILVO en het Loodswezen van Nieuwpoort.
De eerste mosselen werden in 2007 bovengehaald in Nieuwpoort en de jaren erna werd een commerciële hoeveelheid bovengehaald. 
Midden 2010 werden de mosselkooien door voorjaarsstormen beschadigd. Dit leidde tot het definitieve einde van de mosselenkweek.